# 吳廷俶
吳廷俶（1897年10月6日—1984年12月13日），是天主教順化總教區总主教。生於越南顺化一个富有的天主教家庭，三弟吴廷琰是南越首任总统。阮文順枢机（1928年－2002年）是吴廷俶的外甥。

## 簡介
21岁时，吴廷俶进入安宁小修院。8年后进入顺化的大修院学习哲学。1925年12月20日成为神父后，他任教于法国巴黎大学。然后他选择到罗马攻读神学，1927年在罗马获得哲学、神学和教会法3个博士学位后返回越南，担任顺化的大修院教授。
1938年，41岁的吴廷俶神父被聖座任命为永隆宗座代牧區宗座代牧，5月4日祝圣，成为第3位越南籍主教。1957年，吴廷俶创办大叻大学。
1960年11月24日，教宗若望二十三世任命吴廷俶为顺化總教區总主教。
吴廷俶的弟兄6人中，只有吴廷俶和六弟吴廷練躲过了暗杀。吴廷俶的哥哥吴廷魁由于拒绝担任越南共产党政府官员而被活埋。吴廷俶的另外3个弟弟，吴廷琰、吴廷瑈和吴廷瑾全部遭到暗杀。吴廷琰（南越总统）于1963年11月2日被政变军人杀死。吴廷練担任驻伦敦大使，而吴廷俶被召往罗马参加梵蒂冈第二屆大公会议。
1965年大公会議結束后，出于政治原因，躲避越南政府，吴廷俶未被允许返回自己的教区，开始了流亡生活，初期在罗马，后来在法国土伦。
流亡期间，吴廷俶因反对大公会议的改革，成为宗座缺出论者，並為反梵二團體（例如帕爾馬爾天主教教會的前身聖容加爾默羅會）祝聖主教。這使得他於1976年和1983年两度被教廷逐出教会，但他之後又向教廷悔改。
1984年12月13日，吴廷俶在美国密苏里州迦太基去世。